# Blanken
Blanken, ook blanke of witte mensen genoemd, is een term voor mensen met een van nature bleke huid. Het wordt meestal gebruikt om te verwijzen naar personen van zichtbare Europese oorsprong.

## Fysieke kenmerken
De huid van deze bevolkingsgroepen is arm aan het pigment melanine. Hierbij is de lichte huidskleur niet te verklaren door de afwijking albinisme, dat algemeen wordt beschouwd als een afwijking en incidenteel voorkomt bij alle bevolkingsgroepen.

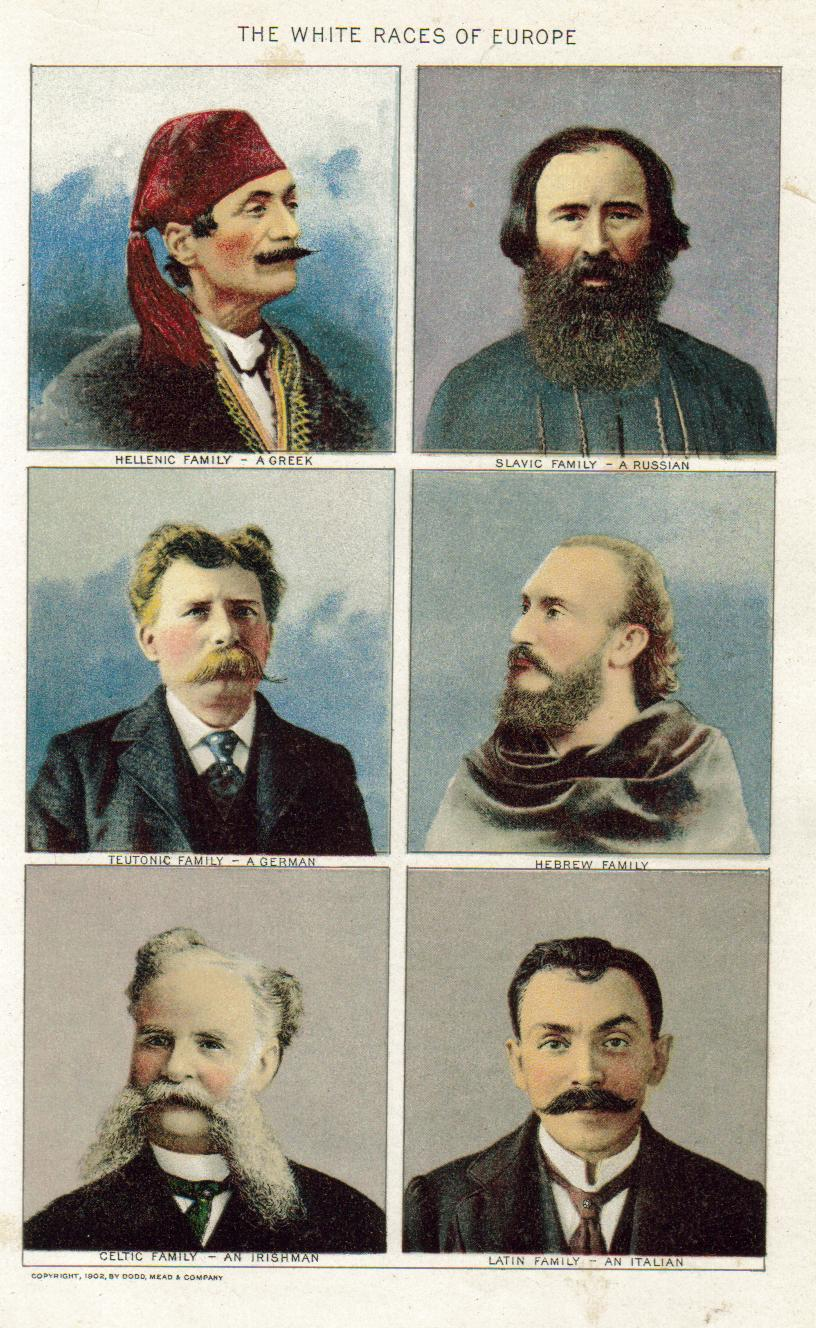
Collage van verschillende Europese volkeren (1902)

## Verspreiding

Verspreiding van blanken op de wereld

Deze bevolkingsgroepen zijn inheems in Europa maar hebben door veelvuldige emigratie naar andere gebieden een grotere diaspora.
Van 1815 tot 1932 verlieten 60 miljoen (met vele mensen die terugkeerden) Europa, voornamelijk naar de gebieden van Europese nederzettingen in Amerika (voornamelijk naar de Verenigde Staten, Canada, Argentinië en Brazilië), Azië (voornamelijk Siberië) en Oceanië (voornamelijk Australië en Nieuw-Zeeland). De Europese bevolking vermenigvuldigde zich snel in haar nieuwe habitat; sneller dan de inheemse bevolking in Afrika en Azië. Als gevolg daarvan was aan de vooravond van de Eerste Wereldoorlog (1914) 38% van de totale wereldbevolking van Europese afkomst.

## Blank en wit in de Nederlandse taal
In de jaren 2010 werd in Nederland onder invloed van de antiracisme-beweging de term 'blank' als aanduiding van de huidskleur controversieel wegens een vermeend verband met het westerse kolonialisme in vroegere eeuwen. Er is een maatschappelijke discussie over ontstaan of het gebruik van de term 'blank' racistisch is en daarom beter kan worden vervangen door de term 'wit'. Deze werd vooral aangezwengeld door het zwartepietendebat en vond met name plaats in de sociale media. Ook binnen de traditionele media – televisie en geschreven pers – en in de culturele sector is discussie ontstaan over de wenselijkheid om het gebruik van de term 'blank' als aanduiding van de huidskleur te vermijden.
De termen 'blank' en 'wit' werden in de afgelopen eeuwen afwisselend gebruikt ter aanduiding van een 'natuurlijke witte/blanke huidskleur', of om deze te onderscheiden van een van nature donkere of getinte huidskleur.
In de 17e eeuw, ten tijde van de Vereenigde Oostindische Compagnie, werden beide naast elkaar gebruikt. Later ook als aanduiding van het Kaukasische of Europide mensenras, als verwijzing naar de geografische herkomst.
In de 20e eeuw was voor autochtone Nederlanders 'blank' een de gangbare aanduiding ter onderscheiding van donkere mensen. Het woord 'blank' valt te herleiden naar van Proto-West-Germaans *blank, vanuit het gereconstrueerde Proto-Germaans *blankaz, hetgeen 'lichtgekleurd, blinkend, wit' betekent. Het woord 'blank' bestaat hedendaags in alle Germaanse taalgebieden, maar is aldaar niet gebruikelijk om een huidskleur te beschrijven. Zodoende speelt de discussie niet in andere Germaanse talen. In de Scandinavische landen, bijvoorbeeld, gebruikt men zowel 'lys / ljus hud' (lichte huid) als 'hvid / vit hud' (witte huid) in het Deens, Noors en Zweeds.
De term 'blank' zou, net als 'neger', besmet zijn door het koloniale verleden. Het herinnert volgens tegenstanders van de term aan 'slavernij, overheersing en uitbuiting van gekleurde door witte mensen'. Naast het argument dat 'blank' racistisch zou zijn, wordt betoogd dat 'wit' neutraler zou zijn, omdat 'blank' een te positieve connotatie zou hebben ten opzichte van 'zwart': "Blank roept associaties op met rein en schoon en zwart is dat dan blijkbaar niet." 'Blank' (blinkend, onbevlekt) heeft de connotatie van reinheid en neutraliteit, waardoor de eeuwenlange machtsongelijkheid nog eens extra zou worden 'witgewassen'.
Verschillende vertegenwoordigers van de media zien de term 'wit' niet als een neutrale persoonsbeschrijving of zelfs als 'een uiting van beledigende minachting'. Een term die als een normale zelf-identificatie zou worden gebruikt, zou vervolgens worden aangevallen en in een activistische context geplaatst. Het gebruik van 'wit' zou als een statement en racismebeschuldiging overkomen. Bij een enquête onder Onze Taal-lezers van 2016 had 91% van de ondervraagden als aanduiding van "mensen met een roze huidskleur" een voorkeur voor 'blank' boven 'wit'. 'Wit' werd in de koloniale tijd in de Nederlandse koloniën naast 'blank' in negatieve zin gebruikt.
'Wit' zou beter zijn dan 'blank', omdat dit een logischer antoniem van 'zwart' zou zijn. Maar hoewel zwart en wit formeel in de basis gelijkwaardige woorden zijn, zijn de gevoelswaarde en de maatschappelijke betekenis dat geenszins. Het gebruik van het woord 'zwarten' komt voort uit de emancipatiebeweging van mensen met een kleur. Annieke Kranenberg stelt in de Volkskrant dat 'men niet snel raar zal opkijken' van de zin 'ik ben een trotse, zwarte vrouw', "terwijl bij 'ik ben een trotse, witte (of blanke) vrouw' de gedachte aan witte puntmutsen zich al gauw opdringt." Omdat 'wit' een sterker antoniem zou zijn, zou bij 'witten' de tegenstelling met zwarten juist meer worden benadrukt, beargumenteren tegenstanders van het gebruik van 'wit'.
Het nadrukkelijke gebruik van 'wit' zou associaties kunnen oproepen met de Amerikaanse white supremacy-beweging, die eveneens de tegenstelling benadrukt tussen mensen met een lichte en die met een donkere huidskleur en zichzelf vaak associeert met de kleur wit. In die context zou 'white' dus juist een racistische connotatie hebben.